# 尼亞加拉縣
尼亞加拉縣（英語：Niagara County）是美国纽约州西部的一個縣，北傍安大略湖，西鄰加拿大，面積2,952平方公里，2020年時共有人口21萬2,666人。縣治洛克波特市。該縣成立於1808年，縣名來自易洛魁語的Onguiaahra，意思是「水的雷鳴」，指的就是著名的尼亞加拉瀑布。